# 大河坝站
大河坝站是位于贵州省桐梓县大河镇的一个铁路车站，邮政编码563205。车站建于1965年，有川黔铁路经过该站，现办理客货运业务，车站及其上下行区间均已电气化。车站距离重庆站222公里，隶属成都铁路局，是四等站。

## 图片

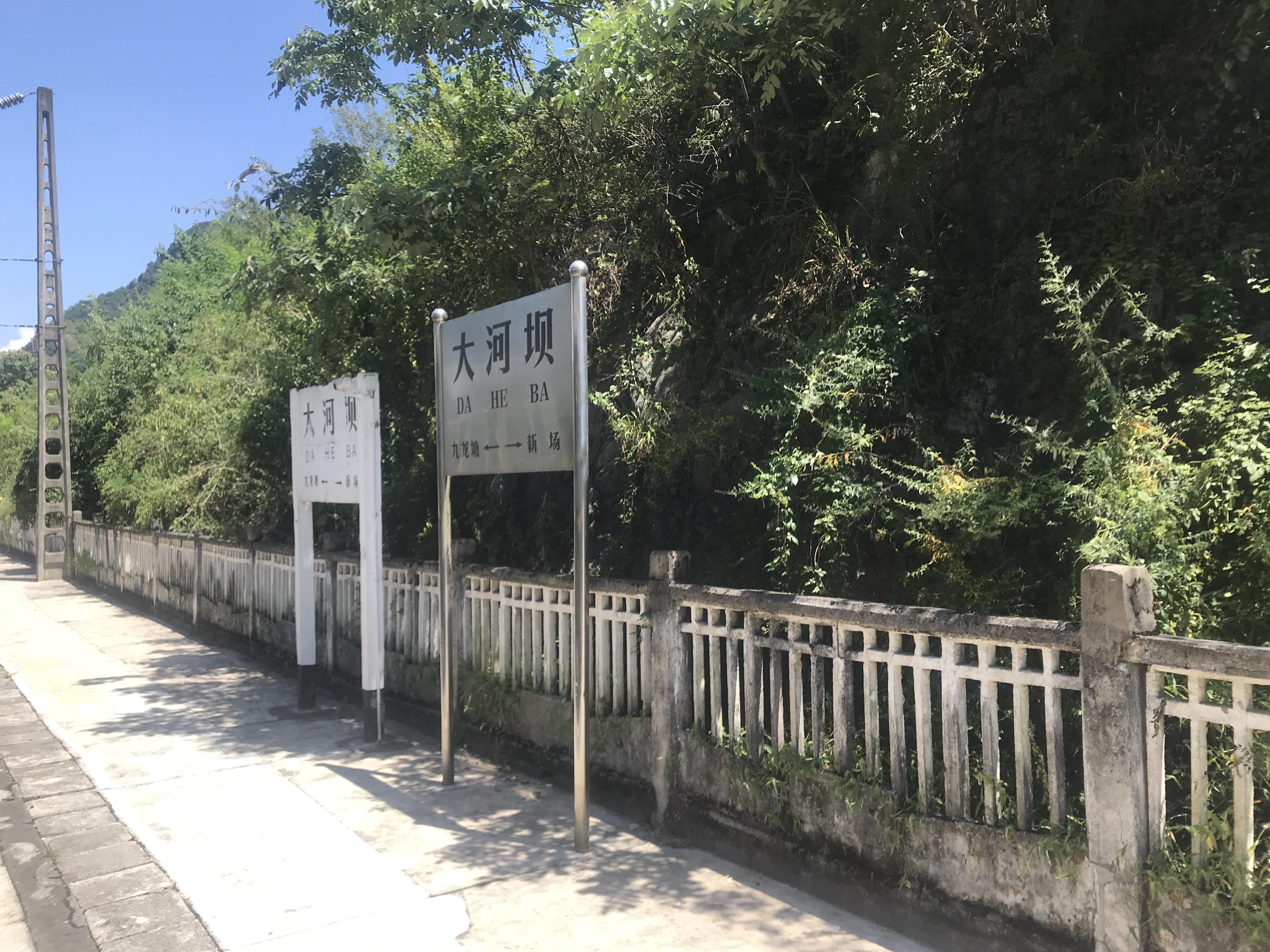
站牌
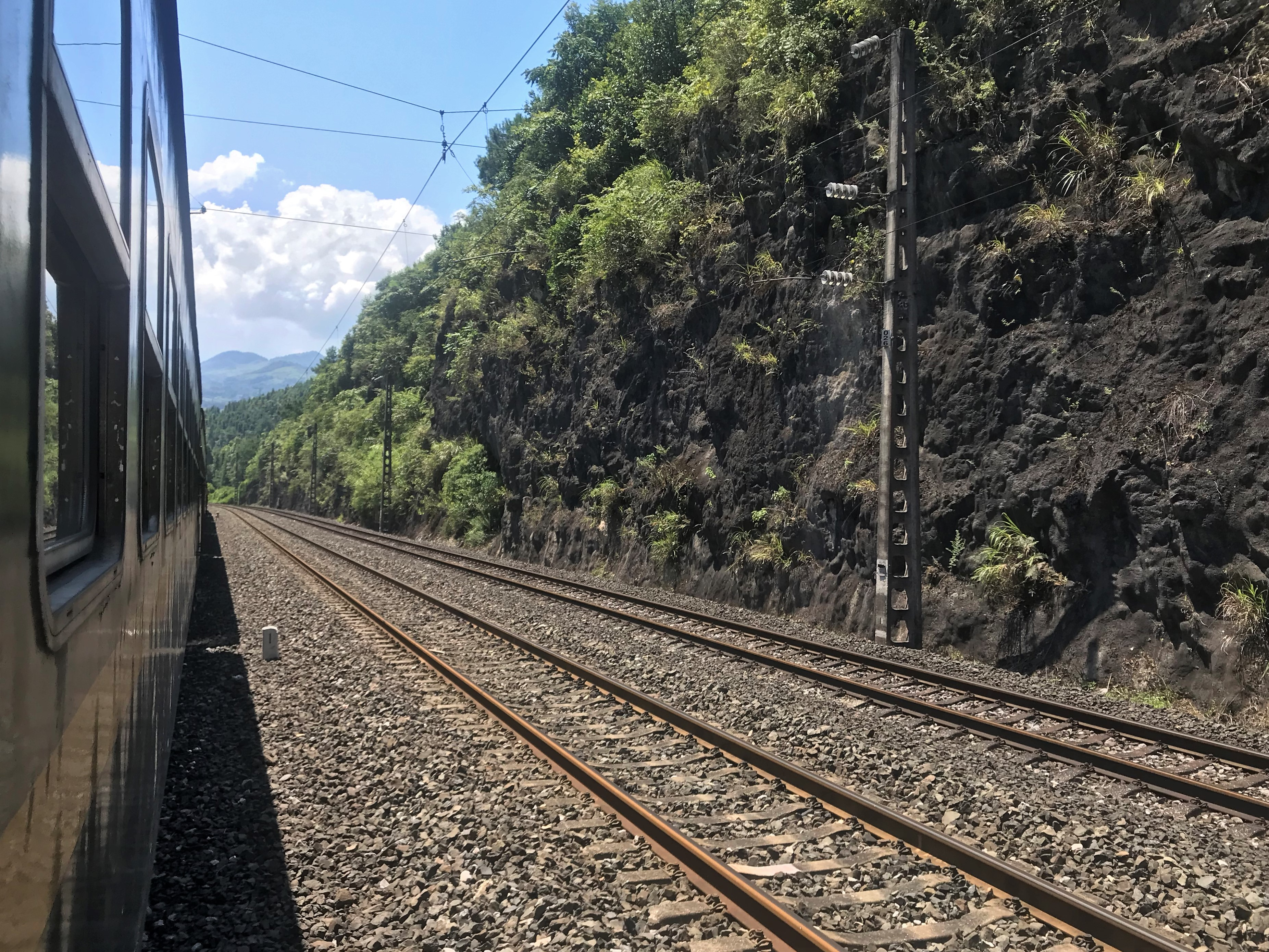
站内股道
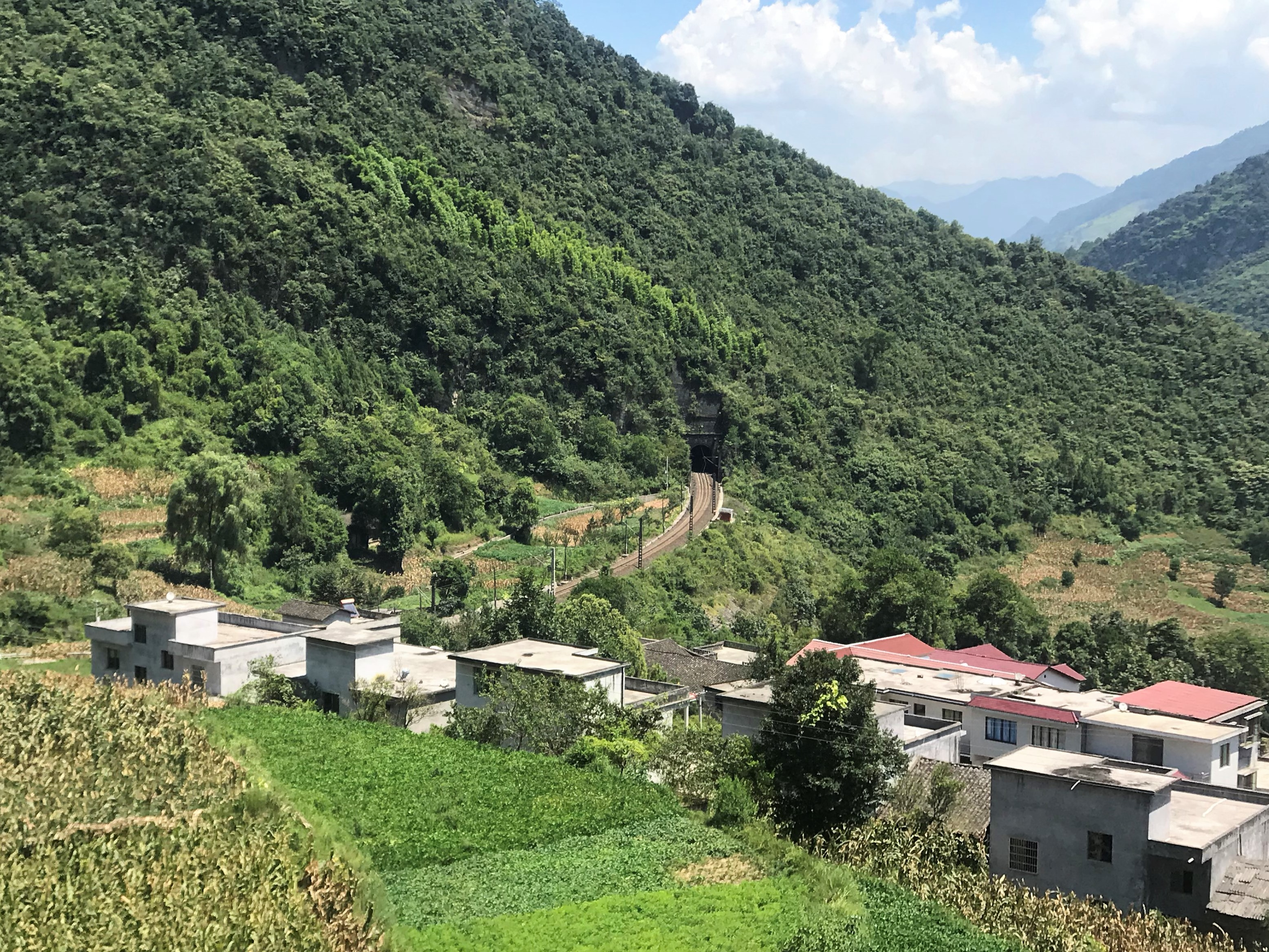
从站内眺望大河坝展线下层
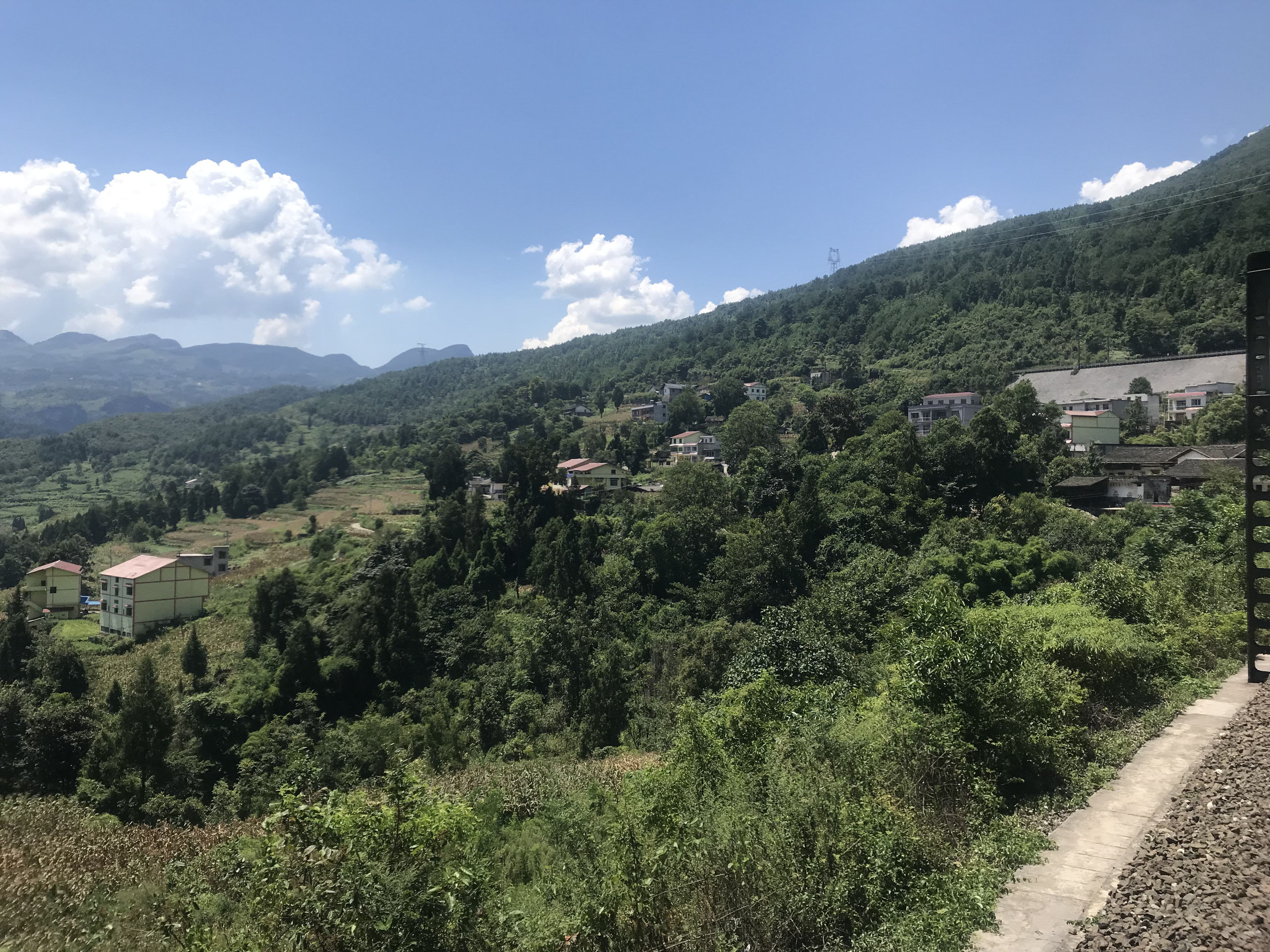
从大河坝展线下层仰望车站
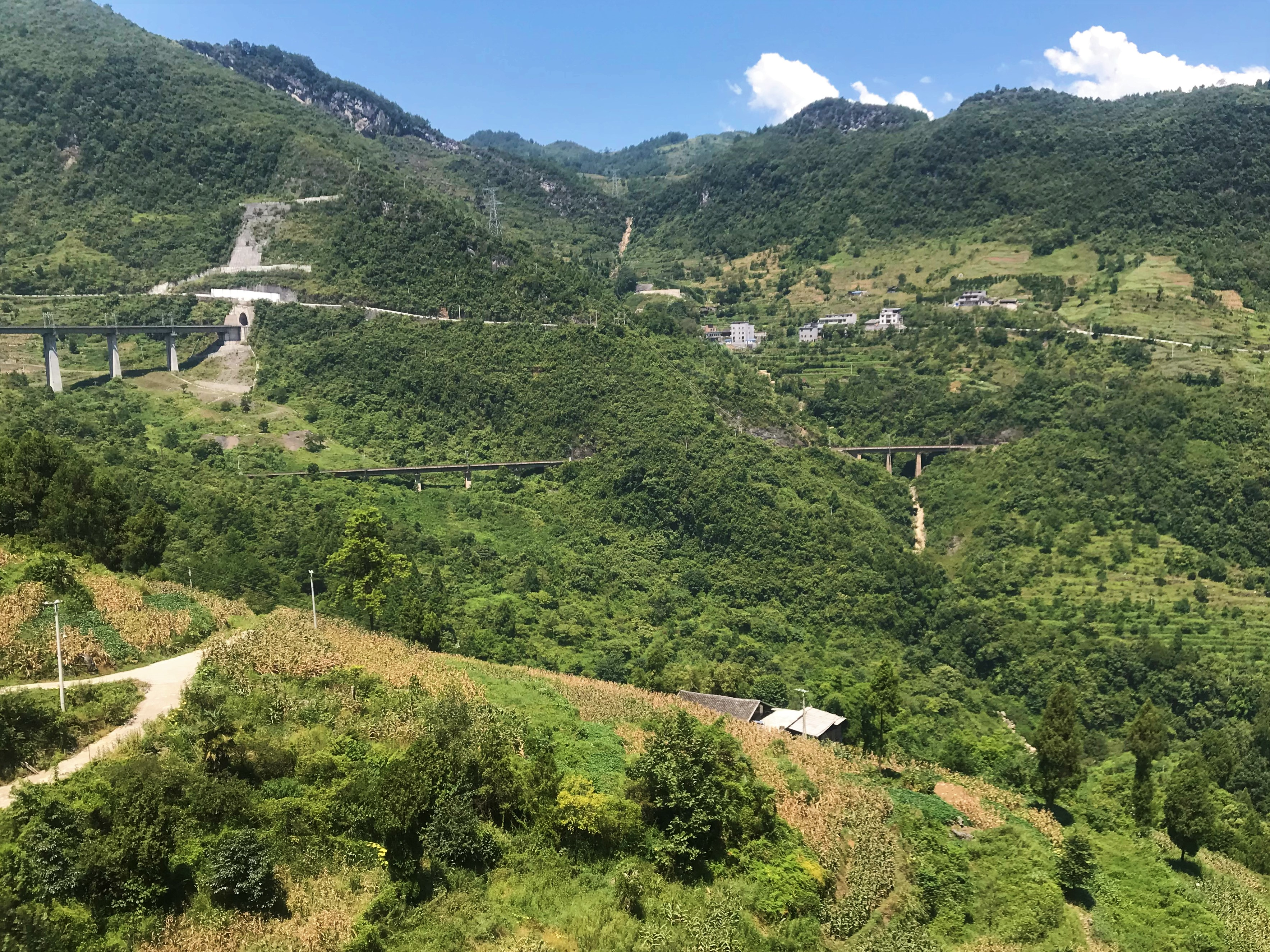
从上层眺望下层展线